# Беричево
Беричево (словен. Beričevo) — поселення в общині Дол-при-Любляні, Осреднєсловенський регіон, Словенія. 
Висота над рівнем моря: 278,3 м.